# Amministratore di condominio
L'amministratore di condominio è l'organo esecutivo del condominio.

## Europa

### Francia
In Francia per poter esercitare, l'amministratore, chiamato syndic, deve essere dotato di una licenza rilasciata dal Prefetto che ha validità decennale. Questa licenza dà la possibilità di essere anche mediatore immobiliare. L'assemblea condominiale decide sulle scelte di gestione, nomina l'amministratore e il collegio sindacale, questi assiste e controlla il lavoro dell'amministratore.

### Germania
In Germania le spese si pagano tutti i mesi, queste comprendono:
- Spese fredde: l'ascensore, l'elettricità, il guardiano, il portinaio, tutti gli impianti comuni e se presente il fondo di ammortamento
- Spese calde: relative agli impianti di riscaldamento e all'acqua calda sanitaria.

### Inghilterra
In Inghilterra la gestione degli immobili di grandi dimensioni è affidata a professionisti specializzati, chiamati Managing Agent. Nel paese anglosassone la gestione ha due livelli:
- Admin assist
- Full admin

### Italia
In Italia non è previsto un albo degli amministratori di condominio, ma solo libere associazioni sindacali di categoria.

### Spagna
In Spagna la professione corrispondente all'italiano amministratore di condominio prende il titolo di administrator de fincas. I suoi compiti sono del tutto simili alla figura italiana, come l'amministrazione dei patrimoni immobiliari, riparte le spese tra i condomini, riscuote le quote, paga i fornitori e cura la manutenzione ordinaria dell'edificio. Controlla l'assicurazione, i dipendenti e i fornitori, tiene i rapporti con la pubblica amministrazione.
Per poter esercitare si deve essere iscritti all'albo nazionale, che prende il nome di Colegio Nacional Sindical de Administradores de Fincas. Le recenti disposizione sono volte alla liberalizzazione delle professioni e all'abolizione di questa associazione di professionisti.